# Piper xanthocarpum
Piper xanthocarpum är en pepparväxtart som beskrevs av C. Dc.. Piper xanthocarpum ingår i släktet Piper och familjen pepparväxter. Inga underarter finns listade i Catalogue of Life.